# Stefan Niewitecki
Stefan Niewitecki (ur. 17 sierpnia 1895 r. w Szubinie, zm. 25 maja 1967 r. w Szczecinie) – sierżant pilot Wojska Polskiego, kawaler Orderu Virtuti Militari.

## Życiorys
Syn Józefa i Apolonii z domu Marten. Po wybuchu I wojny światowej został powołany do odbycia służby wojskowej w armii cesarstwa niemieckiego. Został skierowany na szkolenie lotnicze do Grudziądza i Poznania, po jego ukończeniu walczył na froncie zachodnim. Podczas lotu bojowego 3 maja 1918 roku został zestrzelony i znalazł się w niewoli brytyjskiej.
Po uwolnieniu wstąpił do armii Hallera, w składzie której powrócił do Polski. Zgłosił się do służby w polskim lotnictwie, otrzymał przydział do 2 eskadry wywiadowczej. W jej składzie brał udział w walkach podczas powstania wielkopolskiego, następnie został skierowany na front wojny polsko-bolszewickiej. 20 kwietnia 1920 roku, podczas lotu z ppor. obs. Janem Żardeckim, został zestrzelony w okolicach Żytomierza. Udało im się zbiec z niewoli i po kilku tygodniach powrócić do macierzystej jednostki.

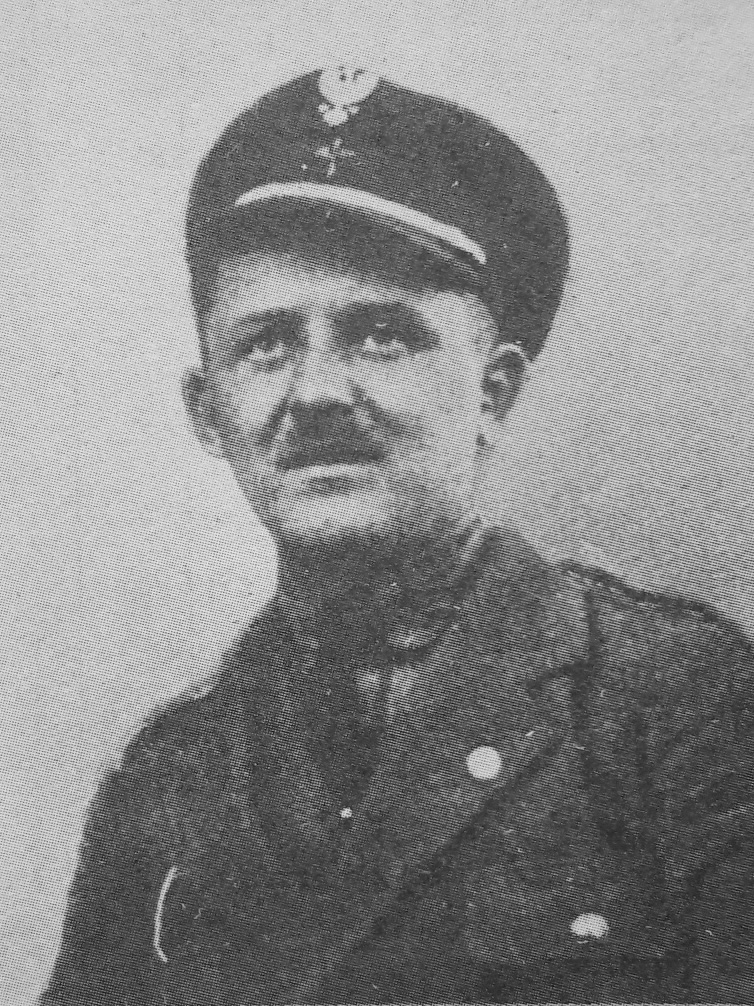
Stefan Niewitecki sierż. pilot (1920)

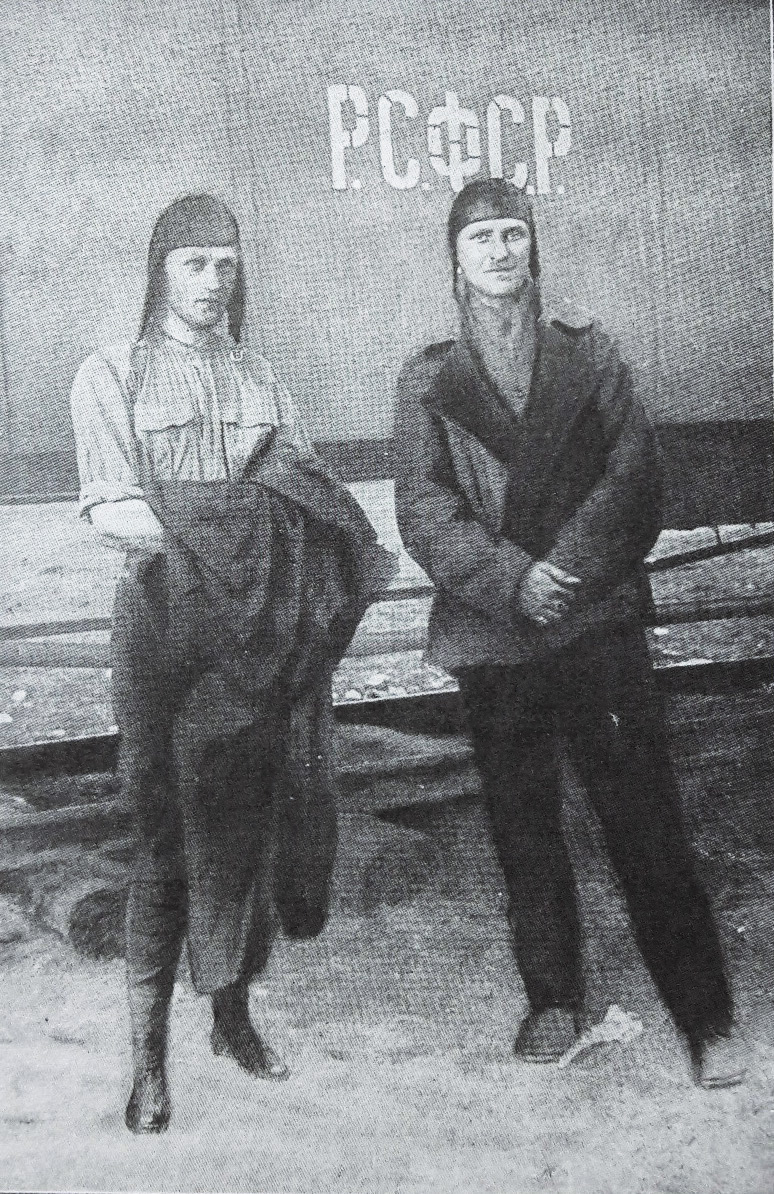
Sierż. pilot Stefan Niewitecki i ppor. obs. Jan Żardecki w niewoli bolszewickiej w Żytomierzu

Został przeniesiony do 14 eskadry wywiadowczej. Podczas lotu 22 września 1920 roku, w załodze z pchor. obs. Mieczysławem Serdeckim, przeprowadzał rozpoznanie rejonu Szepietówki dla sztabu 13 Dywizji Piechoty 3 Armii. Na drodze Annopol-Ostróg napotkali oddziały 1 Armii Konnej Siemiona Budionnego, które zaatakowali i rozproszyli. Pomimo zranienia pilota w rękę i 14-krotnego trafienia samolotu zdołali powrócić na lotnisko.
10 listopada 1920 roku został przeniesiony do rezerwy. Zamieszkał w Bydgoszczy gdzie prowadził kilka przedsiębiorstw (m.in. kręgielnię, firmę przewozową oraz restaurację). Był członkiem i prezesem Polskiego Towarzystwa Gimnastycznego „Sokół”, członkiem Stronnictwa Narodowego i Bractwa Kurkowego w Żninie.
Po wybuchu II wojny światowej został zmobilizowany i walczył w kampanii wrześniowej a następnie w oddziałach Polskich Sił Zbrojnych na Zachodzie. W 1946 roku został zdemobilizowany i powrócił do Polski. Zamieszkał w Szczecinie, gdzie zmarł 25 maja 1967 i został pochowany na cmentarzu Centralnym (kwatera 40A, rząd 7, grób 16).

## Ordery i odznaczenia
Za swą służbę w polskim lotnictwie otrzymał odznaczania:
- Krzyż Srebrny Orderu Wojskowego Virtuti Militari nr 435[1]
- Polowa Odznaka Pilota nr 102 – 11 listopada 1928 roku „za loty bojowe nad nieprzyjacielem w czasie wojny 1918-1920”[9]